# 安氏魮
安氏魮（学名：Barbus andrewi）為輻鰭魚綱鯉形目鯉科的其中一個種。被IUCN列為瀕危保育類動物，分布於非洲南非開普敦西南地區，體長可達60公分，喜棲息在水深多岩石的水域，繁殖期在夏季，屬雜食性，以藻類及無脊椎動物為食，其數量透過人工繁殖而漸增加，為遊釣魚及食用魚。

## 扩展阅读
維基物種上的相關：安氏魮